# Erwin Schrödinger
Erwin Rudolf Josef Alexander Schrödinger (tyska: [ˈɛɐ̯viːn ˈʃʁøːdɪŋɐ]
 ( lyssna)), född 12 augusti 1887 i Wien, död 4 januari 1961 i Wien, var en österrikisk teoretisk fysiker, som bidrog till utvecklandet av kvantmekaniken och speciellt vågteorin inom densamma.
Schrödingerekvationen har fått sitt namn efter Schrödinger. Han fick Nobelpriset i fysik 1933 tillsammans med Paul Dirac för upptäckten av nya produktiva former av atomteorin.
1935 föreslog han tankeexperimentet Schrödingers katt.
År 1944 skrev han boken What is Life? som innehåller en diskussion av negentropi (motsatsen till entropi) och konceptet om en komplex molekyl med den genetiska koden för levande organismer. Enligt James Watsons memoarer, DNA, The Secret of Life, var det Schrödingers bok som gav Watson inspiration att utforska genen vilket ledde till upptäckten av DNA:s struktur.

## Biografi

### Tidiga åren
1887 föddes Schrödinger i Wien i Österrike. Son till Rudolf Schrödinger (botaniker) och Georgine Emilia Brenda (dotter till Alexander Bauer, kemiprofessor vid Technische Universität Wien). Hans mor var halvösterrikisk och halvengelsk; den engelska delen av familjen kom från Leamington Spa. Schrödinger lärde sig engelska och tyska samtidigt då båda språken talades i familjen. Hans far var katolik och hans mor var lutheran. År 1898 började han på Akademisches Gymnasium. Mellan 1906 och 1910 studerade Schrödinger under Franz Serafin Exner (1849–1926) och Friedrich Hasenöhrl (1874–1915). Han utförde även experiment tillsammans med Karl Wilhelm Friedrich Kohlrausch. 1911 blev Schrödinger assistent till Exner. Redan i unga år blev Schrödinger starkt influerad av Arthur Schopenhauer. Som ett resultat av hans stora intresse för Schopenhauers verk blev han djupt intresserad av färgteori, filosofi, perception och religioner från öst, speciellt Vedanta.

### Medelåldern
År 1914 uppnådde Erwin Schrödinger habilitation (venia legendi). Mellan 1914 och 1918 deltog han i krigsarbetet som en officer i det österrikiska artilleriet (Gorizia, Duino, Sistiana, Prosecco, Wien). 6 april 1920 gifte Schrödinger sig med Annemarie Bertel. Samma år blev han assistent hos Max Wien i Jena, och i september 1920 fick han positionen e.o. professor (Ausserordentlicher Professor), i Stuttgart. 1921 blev han ordinarie professor (Ordentlicher Professor, det vill säga riktig professor), i Breslau (nu Wrocław, Polen).
1921 flyttade han till Zürichs universitet. I januari 1926 publicerade Schrödinger sin uppsats Kvantisering som ett egenvärdesproblem (ty. Quantisierung als Eigenwertproblem)  i Annalen der Physik. Uppsatsen handlade om vågmekanik och vad som nu är känt som Schrödingerekvationen. I denna uppsats gav han en "härledning" av vågekvationen för tidsbundna system och visade att den gav korrekta energiegenvärden för vätelika atomer. Uppsatsen har hyllats som ett av de viktigaste framstegen under 1900-talet och skapade en revolution inom kvantmekaniken, och även fysik och kemi.
Schrödinger efterträdde Max Planck som professor vid Humbolduniversitetet i Berlin 1927, men lämnade Tyskland för England som protest mot antisemitismen 
när nazisterna tog över 1933.
År 1936 flyttade han till Österrike och en tjänst på Universität Graz men tvingades fly till Italien och senare Irland tre år senare när Österrike annekterades av Tyskland. I Dublin blev han rektor för School of Theoretical Physics, en tjänst han upprätthöll till sin pensionering 1955. Året efter flyttade han åter till Österrike och Wien.

### Anklagelser om sexuella övergrepp
Schrödinger förde anteckningar om sitt sexliv, inklusive barn som han kan ha begått sexuella övergrepp mot, i en dagbok kallad Ephemeridae, där han hävdar en "böjelse för tonårsflickor med hänvisning till att deras oskuldsfullhet passade hans naturliga geni perfekt".
John Gribbin skriver i sin biografi över Schrödinger att han som 39-åring uppvaktade den då 14-åriga eleven "Ithi" Junger, och att privatlektionerna omfattade utöver matematiken även tafsande, och Schrödinger kom att se sig som förälskad i Ithi. Junger blev gravid med Schrödinger vid 17 års ålder, och han kom efter en tid att avsluta sin uppvaktning för att istället uppvakta andra unga flickor.
Carlo Rovelli skriver i sin bok Helgoland att Schrödinger alltid hade flera relationer pågående samtidigt, och att han inte dolde sin fascination av mycket unga flickor. Enligt Rovelli hade han barn med två olika studenter. Bernard Biggar kom i samband med släktforskning att upptäcka beskrivningar av hur Schrödinger groomade hans mor Barbara MacEntee när hon endast var 12 år gammal. Hennes morbror, matematikern och prästen Pádraig de Brún, hade uppmanat Schrödinger att sluta uppvakta henne. Schrödinger kom senare att skriva om henne som en av sina "obesvarade kärlekar". Anklagelserna framkom först efter MacEntees död 1995.
Walter Moore beskriver i sin biografi Schrödingers förhållande till kvinnor som "essentially that of a male supremacist".
I samband med en artikel i The Irish Times 2021 identifierade tidningen Schrödingers beteende med ett mönster av sexuella övergrepp som "beteende som passar profilen för en pedofil i den allmänt vedertagna definitionen av begreppet". Som en reaktion kom fysikinstitutionen vid Trinity College Dublin att i januari 2022 byta namn på den föreläsningssal som sedan 1990-talet burit Schrödingers namn.

## Minnesmärken

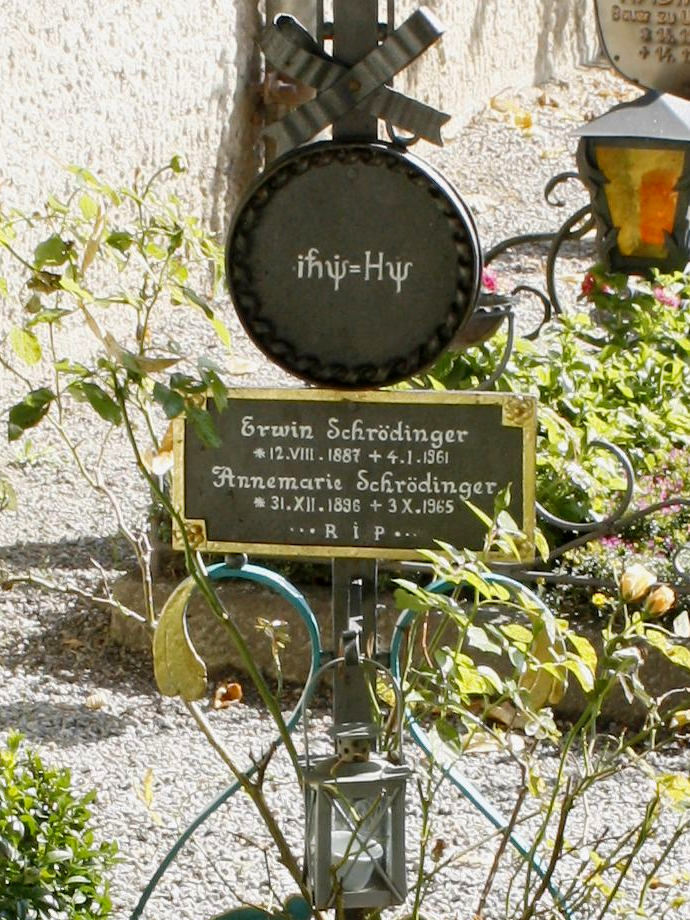
Schrödingers grav på Alpbachs kyrkogård, med Schrödingerekvationen.

Schrödinger och hans hustru Annemarie Bertel begravdes på kyrkogården i byn Alpbach i Tyrolen, där han levde under sina sista år. På hans gravkors finns hans kvantmekaniska vågekvation, Schrödingerekvationen, inskriven. Ekvationen skrivs ofta:
{\displaystyle i\hbar {\dot {\Psi }}=H\Psi }
Månkratern Schrödinger och asteroiden 13092 Schrödinger är uppkallade efter honom.

## Publicerade verk (urval)
- Lista över Erwin Schrödingers publicerade verk, sammanställd av Auguste Dick, Gabriele Kerber, Wolfgang Kerber och Karl von Meyenn.
- Science and the human temperament (Allen & Unwin; 1935), översatt av James Murphy, med förord av Ernest Rutherford.
- Nature and the Greeks och Science and Humanism (Cambridge University Press; 1996): ISBN 0-521-57550-8.
- The interpretation of Quantum Mechanics (Ox Bow Press; 1995): ISBN 1-881987-09-4.
- Statistical Thermodynamics (Dover Publications; 1989): ISBN 0-486-66101-6.
- Collected papers Friedr. (Vieweg & Sohn; 1984): ISBN 3-7001-0573-8.
- My View of the World (Ox Bow Press; 1983): ISBN 0-918024-30-7.
- Expanding Universes (Cambridge University Press; 1956).
- Space-Time Structure (Cambridge University Press; 1950): ISBN 0-521-31520-4.[18]
- What Is Life? (Macmillan; 1944).
- What Is Life? & Mind and Matter (Cambridge University Press; 1974): ISBN 0-521-09397-X.
  - Schrödinger, Erwin; Sjösten Lisa (översättning) (2019). Vad är liv? – Ett fysikaliskt perspektiv på den levande cellen. Stockholm: Fri Tanke i samarbete med KVA. Libris 7j7kljvx5p7n7b46. ISBN 978-91-88589-39-2 Inkluderar Medvetande och materia och Självbiografiska skisser.